# 肾叶风毛菊
肾叶风毛菊（学名：Saussurea acromelaena）为菊科风毛菊属的植物，为中国的特有植物。分布在中国大陆的陕西、河北、河南、湖北等地，生长于海拔1,400米至2,500米的地区，见于山坡林下，目前尚未由人工引种栽培。